# A.L.I.C.E.
A.L.I.C.E.(Artificial Linguistic Internet Computer Entity), 앨리스봇(Alicebot) 또는 간단히 앨리스(Alice)는 자연어 처리 챗봇이다. 이는 인간의 입력에 일부 경험적 패턴 일치 규칙을 적용하여 인간과 대화하는 프로그램이다. 조셉 와이젠바움의 고전적인 ELIZA 프로그램에서 영감을 받았다.
이 프로그램은 해당 유형의 가장 강력한 프로그램 중 하나이며 뛰어난 휴머노이드 말하는 로봇에게 수여되는 뢰브너 상을 세 번(2000년, 2001년, 2004년) 수상했다. 이 프로그램은 일반 사용자라도 짧은 대화에서 기계적인 측면을 노출하는 경우가 많기 때문에 튜링 테스트를 통과할 수 없다.
앨리스는 원래 리처드 월리스가 작성했다. 이 프로그램은 1995년 11월 23일에 탄생했다. 이 프로그램은 1998년부터 자바로 다시 작성되었다. 현재 자바 구현의 화신은 프로그램 D이다. 이 프로그램은 AIML(Artificial Intelligence Markup Language)이라는 XML 스키마를 사용하여 경험적 대화 규칙을 규정한다.
앨리스 코드는 오픈 소스로 제공되는 것으로 보고되었다. AIML 소스는 ALICE A.I에서 제공된다. 구글 코드 기반 및 리처드 월리스의 깃허브 계정을 기반으로 한다. 이러한 AIML 파일은 프로그램 O 또는 프로그램 AB와 같은 AIML 해석기를 사용하여 실행할 수 있다.